# Gråsten, Sønderborgs kommun
Gråsten (tyska: Gravenstein) är en tätort i Sønderborgs kommun i Region Syddanmark i Danmark. Tätorten har 4 336 invånare (2024). Den ligger på Jylland, cirka 13 kilometer väster om Sønderborg. Gråsten var centralort i Gråstens kommun fram till kommunreformen 2007.
Orten har byggts omkring Gråstens slott, som sedan 1935 tillhör den danska kungafamiljen, och har en historia som sträcker sig till 1500-talet. Orten Gråsten omnämns i historiska dokument för första gången 1648 under det tyska namnet.
Gråsten är beläget i låglänt terräng vid en rad småsjöar på gränsen mellan backigt moränlandskap i väst och flackare slättlandskap i öst. Orten har ett antal verksamheter knutna till sig, bland annat jordbruk och fruktodling samt spedition och transport. Det finns också en station på järnvägen mellan Tinglev och Sønderborg.